# ديفيد أوكونور
ديفيد أوكونور (بالإنجليزية: David O'Connor)‏ (8 فبراير 1985 بدبلن في جمهورية أيرلندا - ) هو لاعب كرة قدم أيرلندي في مركز الوسط. لعب مع باتريك أتلتيك ودرودا يونايتد ونادي دوندالك ونادي شامروك روفرز وKilkenny City A.F.C. ‏.

## وصلات خارجية
- ديفيد أوكونور على موقع قاعدة بيانات كرة القدم.إي يو (الإنجليزية)
- ديفيد أوكونور على موقع Soccerway.com (الإنجليزية)